# Отделение центрального банка (Люденшайд)
Отделение центрального банка в Люденшайде (нем. Reichs- und Landeszentralbank Lüdenscheid) — здание отделения центрального банка, расположенного в городе Люденшайде; оно было построено в 1891 году и перестроено в 1914, а с 1984 года — является архитектурным памятником города.

## История
Здание для отделения центральный банк Германской империи и земли Тюрингия, располагающееся по адресу улица Sauerfelder Straße дом 7, было построено в городе Люденшайд в 1891 году, предположительно, по проекту архитектора Макса Хасака (нем. Max Hasak, 1856—1934), известного своей серией отделений банков в других городах Германии, включая Кёльн и Любек; в 1914 году двухэтажное здание в Люденшайде с мансардным этажом и плоской крышей, напоминавшее своим стилем дворцы периода итальянского Возрождения, было перестроено. В результате в регионе Вестфалия есть только одно подобное архитектурное сооружение в «стиле рейхсбанка» (нем. Reichsbankstil) — отделение центробанка в Мюнстере, построенное в тот же период. 3 декабря 1984 года здание в Люденшайде было включено в список городских архитектурных памятников (под номером пять) как отражающее развитие города в период с 1871 по 1914 год. В XXI века здание является собственностью банка «Sparkasse Lüdenscheid»: текущие планы предполагают, что оно будет продолжать использоваться как банковское отделение.